# جون رانكين غودي
كان السير جون رانكين غودي FBA (1919-2015) عالم أنثروبولوجيا اجتماعي إنجليزي. كان محاضرًا بارزًا في جامعة كامبريدج، وكان أستاذ ويليام وايز للأنثروبولوجيا الاجتماعية من عام 1973 إلى عام 1984.

## منشوراته الرئيسية
من بين منشوراته الرئيسية الموت والملكية والأجداد (1962)، والتكنولوجيا، والتقاليد، والدولة في أفريقيا (1971)، وأسطورة باغري (1972) وتدجين العقل المتوحش (1977)

## نشأته وتعليمه
ولد جون رانكين غودي في 27 يوليو 1919، والداه هما هارولد غودي (1885-1969) وليليان رانكين غودي (1885-1962). نشأ غودي في ويلوين جاردن سيتي وسانت ألبانز. أين التحق بمدرسة سانت ألبانز. ذهب إلى كلية سانت جون بكامبريدج لدراسة الأدب الإنجليزي في عام 1938، حيث التقى بمثقفين يساريين مثل إريك هوبسباوم وريموند ويليامز وإي بي تومسون.  

## الخدمة العسكرية
ترك غودي الجامعة للقتال في الحرب العالمية الثانية. بعد تدريب الضباط، تم تكليفه بالعمل في شيروود فوريسترز (نوتينجهامشير وفوج ديربيشاير)، الجيش البريطاني، في 23 مارس 1940 كملازم ثان. أثناء القتال في شمال إفريقيا، تم القبض عليه من قبل الألمان وقضى ثلاث سنوات في معسكرات أسرى الحرب. في نهاية الحرب كان يحمل رتبة ملازم. بعد إطلاق سراحه، عاد إلى كامبريدج لمواصلة دراسته. تخلى عن مهمته رسميًا في 19 يناير 1952.

## المسار المهني
تحول إلى علم الآثار والأنثروبولوجيا عندما عاد إلى الجامعة في عام 1946. كان ماير فورتيس أول معلم له في الأنثروبولوجيا الاجتماعية. بعد العمل الميداني مع شعوب LoWiili و LoDagaa في شمال غانا، تحول اهتمام غودي بشكل متزايد نحو الدراسة المقارنة لأوروبا وإفريقيا وآسيا. بين عامي 1954 و 1984. قام بتدريس الأنثروبولوجيا الاجتماعية في جامعة كامبريدج، حيث شغل منصب أستاذ ويليام وايز للأنثروبولوجيا الاجتماعية من 1973 إلى 1984. كان غودي رائدا في الأنثروبولوجيا المقارنة لمحو الأمية، في محاولة لقياس الشروط المسبقة وتأثيرات الكتابة كتقنية. كما نشر عن تاريخ الأسرة وأنثروبولوجيا الميراث. في الآونة الأخيرة، كتب عن أنثروبولوجيا الزهور والطعام.

## مراتب الشرف
في عام 1976، تم انتخاب غودي زميلًا في الأكاديمية البريطانية (FBA). كان زميلًا في الأكاديمية الوطنية الأمريكية للعلوم. في حفل تكريم عيد ميلاد الملكة لعام 2005، تم تعيينه على درجة فارس «لخدمات الأنثروبولوجيا الاجتماعية»، وبالتالي منح لقب سيدي. في عام 2006، تم تعيينه قائدًا لقسم الفنون والآداب من قبل الجمهورية الفرنسية.

## وفاته
توفي غودي في 16 يوليو 2015، عن عمر يناهز 95 عامًا. أقيمت جنازته في 29 يوليو في West Chapel ، Cambridge City Crematorium.